# 45e congrès de la Confédération générale du travail
Le 45e congrès de la Confédération générale du travail se tient du 3 au 7 décembre 1995, à Montreuil-sous-Bois.

## Contexte
En avril 1993 le décès de Maïté Demons est annoncé.
En octobre 1994 est enregistrée la démission de Alain Obadia, 45 ans, présenté un temps par la presse comme le "numéro 2" de la Centrale de Montreuil (Seine-Saint-Denis)

## Votants
877 délégués (auxquels s'ajoutent 256 participants de « droit » (dirigeants de fédérations, d'Union départementales et membres de la Commission exécutive sortants) prennent part à ce rassemblement. Les femmes constituent 26 % des participants, 10 % des délégués ont moins de 30 ans. Les cadres et techniciens comptent pour 38 % des délégués.

## Choix d'orientation
De nouveaux statuts de la CGT sont adoptés (65,9 % pour, 24 % contre, 10 % s'abstiennent), et la désaffiliation de la FSM est votée par 87,8 % des voix (3,3 % se prononcent contre et 8,9 % s'abstiennent). Le document d'orientation recueille 93,2 % de voix (5 % d'abstention, 1,2 % de voix contre).

## Renouvellement du bureau
Le bureau confédéral, retrouve 16 membres, mais parmi eux, 8 nouveaux, pour 4 départs: Gérard Alezard, André Deluchat, qui postule à un mandat électif politique, Jeanine Marest, Bernard Vivant.
- - Louis Viannet, secrétaire général; 62 ans (fédération des Ptt).
  - Lydia Brovelli, 46 ans, cadre d'assurances, (Ugict-Cgt)
  - Michelle Commergnat, 48 ans, secrétaire (fédération du Commerce, distributions et services)
  - Françoise Daphnis, 34 ans, assistante d'études territoriales (Union départementale du Nord)
  - Gérard Delahaye, 45 ans, technicien bancaire (Ugict-Cgt)
  - Françoise Duchesne, 45 ans, O.S. puis ouvrière en micro-électronique (fédération des métaux)
  - Maryse Dumas, 42 ans, cadre à La Poste (fédération des PTT)
  - François Duteil, 51 ans, agent technique EDF (fédération de l'énergie)
  - Jean-Louis Fournier, 47 ans, ouvrier tôlier en automobile (fédération des métaux)
  - Maurice Lamoot, 50 ans, O.S. métallurgie (fédération des métaux)
  - Jacqueline Léonard, 50 ans, employée dans la métallurgie (Union départementale de l'Oise)
  - Didier Niel, 48 ans, ouvrier métallurgiste (fédération des métaux)
  - Jean-François Perraud, 37 ans, ouvrier chimiste (Union départementale du Val-de-Marne)
  - Daniel Prada, 44 ans, employé à la Sécurité sociale (Union départementale de la Seine-Saint-Denis)
  - Pierre-Jean Rozet, 31 ans, employé municipal (Union départementale du Rhône)
  - Alphonse Veronèse, 53 ans, tôlier-chaudronnier (fédération des métaux)